# Greenpeace
Greenpeace (litt. « paix verte ») est une organisation non gouvernementale internationale (ONGI) de protection de l'environnement présente dans plus de 55 pays à travers le monde. Fondée en 1971 par les militants du mouvement Don't Make a Wave Committee visant à s'opposer aux essais nucléaires aux États-Unis, l'organisation Greenpeace est un groupe de plaidoyers luttant contre ce qu'elle estime être les plus grandes menaces pour l'environnement et la biodiversité sur la planète.

## Historique

### Origines
À la fin des années 1960 et au début des années 1970, le militantisme pacifique est bien connu du grand public, mais le principe de protection de l'environnement n'en est qu'à ses balbutiements. C'est justement la combinaison de ces deux concepts qui va conduire à la création de Greenpeace : vert (« green ») et paix (« peace »). En effet, à cette époque, au Canada, trois groupes se forment afin de promouvoir la paix et l'action environnementale : la Scientific Pollution and Environmental Control Society (SPEC), les Green Panthers et un dernier groupe lié à l'association américaine écologiste Sierra Club. Ce sont les essais nucléaires menés depuis 1965 par les États-Unis sur l'île d'Amchitka en Alaska qui marquent le début de l'aventure.
En 1969 notamment, les Américains annoncent qu'un test d'une grande envergure, utilisant une bombe d'une mégatonne, aura lieu à Amchitka. Un journaliste de Vancouver, Bob Hunter, écrit alors dans le journal Vancouver Sun que les explosions près d'une ligne de faille pourraient déclencher un tremblement de terre et un tsunami destructeur : « Les États-Unis vont commencer à jouer à la roulette russe avec un pistolet nucléaire pressé contre la tête du monde qui pourrait balayer d'un bout à l'autre du Pacifique ». Cette annonce engendre la naissance d'une campagne intitulée Don't Make a Wave (« Ne faites pas de vague ») dont l'objectif est de protester contre les essais nucléaires. Malgré tout, en octobre 1969, la bombe explose, à 4 000 pieds de profondeur, et les États-Unis annoncent un mois plus tard qu'un second test est prévu pour 1971, avec une bombe cinq fois plus puissante.
Même si aucun tsunami n'a finalement lieu, les membres des groupes souhaitent s'engager plus activement contre ces essais. Grâce aux fonds récoltés lors d'un concert-bénéfice organisé le 16 octobre 1970 au Pacific Coliseum de Vancouver, le comité Don't Make a Wave affrète un bateau de pêche, le Phyliss Cormack, et le rebaptise « Greenpeace » pour le voyage. Le 15 septembre 1971 marque donc le début du mouvement international de Greenpeace. Ce jour-là, un groupe hétéroclite de 12 militants embarque sur le chalutier de pêche : le propriétaire du bateau John Cormack, les écologistes Jim Bohlen, Bill Darnell et Patrick Moore, le médecin Lyle Thurston, l'ingénieur Dave Birmingham, le géographe Terry A. Simmons, le politologue Richard Fineberg, les journalistes Bob Hunter, Ben Metcalfe et Bob Cummings, l’activiste Paul Watson enfin le photographe Bob Keziere.
Le chalutier n'atteint pas la zone d'explosion car il est intercepté par un navire de la Garde côtière américaine. Ce dernier force les militants à rebrousser chemin, mais plusieurs membres d'équipage signeront ensuite une lettre de soutien au comité. Dès 1972, notamment grâce à l'attention des médias sur les actions des militants pour une paix verte, les États-Unis cessent leurs essais nucléaires atmosphériques. Le comité décide donc de changer officiellement son nom : c'est ainsi que le bureau provincial des sociétés à Victoria enregistre le 4 mai 1972 le nom de Greenpeace Foundation.

### Années 1970
Greenpeace décide de continuer son combat et se concentre ensuite sur les essais nucléaires atmosphériques français sur l'atoll de Moruroa en Polynésie française. La jeune organisation a besoin d'aide pour ses protestations qu'elle trouve auprès de David McTaggart, un ancien homme d'affaires canadien qui navigue désormais dans le Pacifique à bord de Vega, son voilier de 12,6 mètres. En 1972, le voilier est rebaptisé Greenpeace III et se rend dans la zone d'exclusion de Moruroa pour tenter de perturber les essais nucléaires français. Le navire est finalement écarté par les autorités françaises mais David McTaggart décide d'y retourner l'année suivante. Malheureusement, en tentant violemment d'arrêter la manifestation, la marine française blesse ce dernier à l'œil. Cependant, l'incident est photographié et rendu public. En 1974, la France décide de cesser ses essais nucléaires atmosphériques.
Alors que les actions de Greenpeace sont d'abord centrées sur un objectif de paix anti-nucléaire, l'organisation commence à se concentrer davantage sur les questions environnementales à partir de 1975. En effet, le Phyllis Cormack part affronter les baleiniers soviétiques sur la côte de Californie. Leur objectif : perturber la chasse en se plaçant entre les harpons et les baleines. A bord du navire, 13 militants de Greenpeace sont présents, dont leur premier officier Paul Watson qui sera si choqué par l'aventure qu'il fondera en 1977 l'ONG Sea Shepherd Conservation Society afin de se consacrer à la défense des océans,.

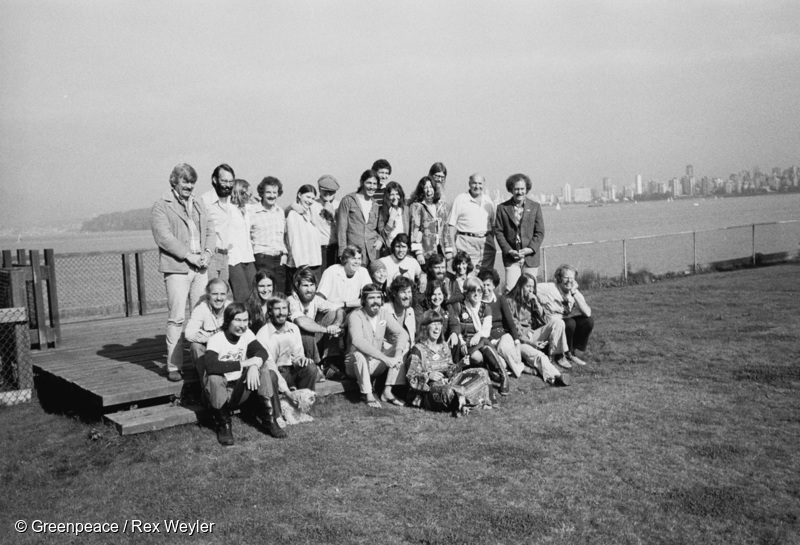
Première réunion internationale de Greenpeace, à Vancouver au Canada, en 1977, en présence de représentants de la fondation Greenpeace Canada et des bureaux du Canada, des États-Unis, du Royaume uni, de France et d'Australie

En 1979, Greenpeace devient une organisation internationale quand les bureaux présents dans différentes régions du monde fusionnent afin de constituer Greenpeace International,. C'est David McTaggart qui, grâce à son intervention pour mettre fin aux essais nucléaires de la France, en deviendra le Président.

### Années 1980

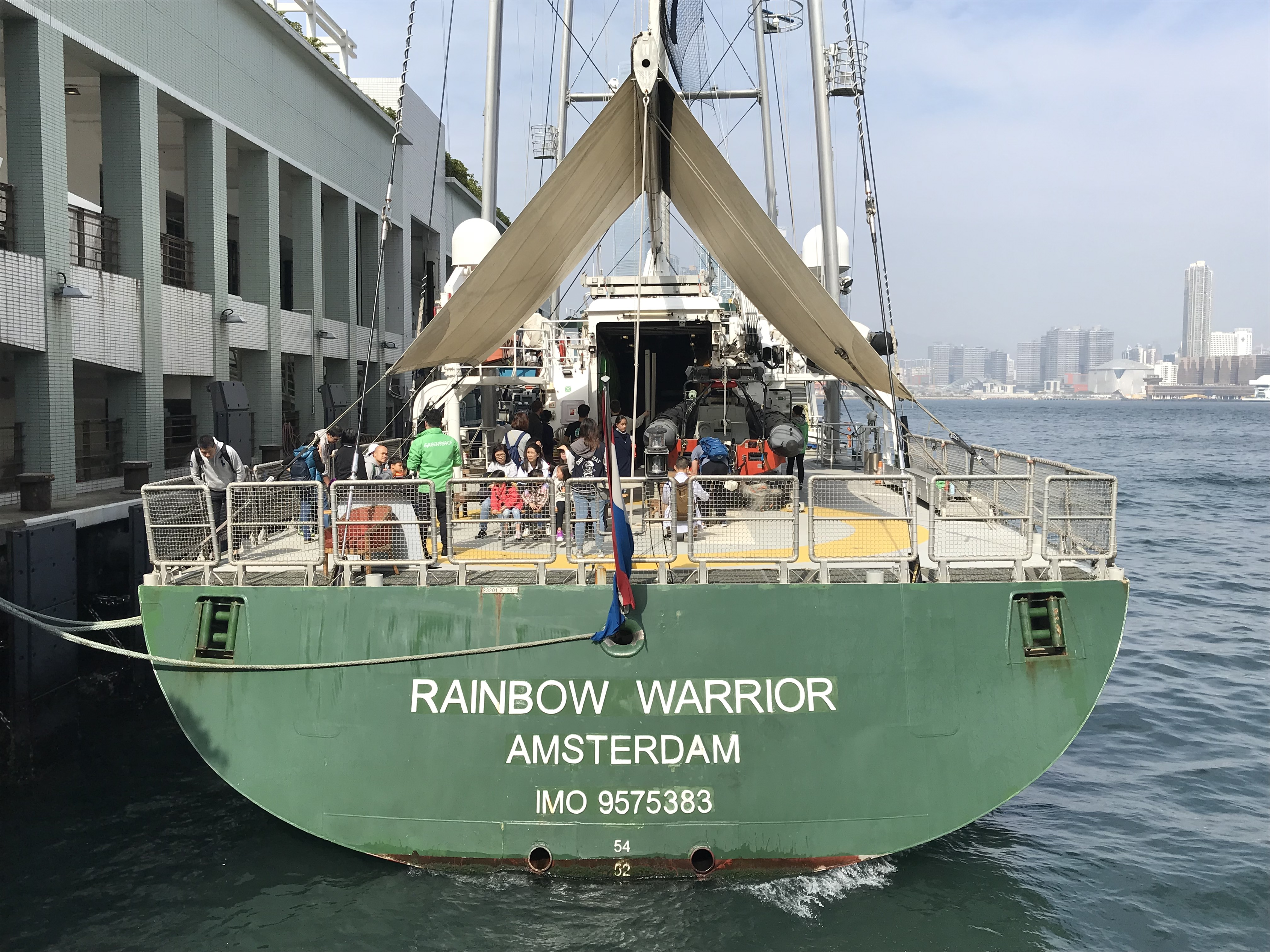
Le Rainbow Warrior (ici en 2018)

À la fin des années 1970 et au début des années 1980, Greenpeace a aussi pour objectif de perturber la chasse aux phoques. Dans le golfe du Saint-Laurent au Canada en 1982 par exemple, les activistes aspergent près de 150 bébés phoques du Groenland avec un colorant vert inoffensif dans le but de rendre les peaux commercialement inutilisables. La même année, l'Europe décide d'arrêter définitivement l'importation de peaux de bébés phoques. En outre, la Commission Baleinière Internationale (CBI) met en place un moratoire international sur la chasse commerciale à la baleine, ratifié par un grand nombre de pays et entré en vigueur en 1986. Il interdit officiellement la pêche de ces animaux. Autre combat de Greenpeace, la lutte contre les déchets toxiques rejetés en mer, récompensée par la mise en place en 1983 d'un moratoire sur l'immersion des déchets radioactifs par la Convention de Londres, confirmé en 1993.
1985 marque l'histoire de l'ONG qui perd l'un de ses activistes à la suite d'un attentat commis par les autorités françaises contre leur bateau, le Rainbow Warrior I. En 1978, Greenpeace lance en effet le premier Rainbow Warrior (littéralement « Guerrier de l'arc-en-ciel »), un ancien chalutier de pêche nommé ainsi d'après le livre Warriors of the Rainbow, qui a inspiré Bob Hunter, l'un des premiers activistes, lors du premier voyage à Amchitka. Décoré d'un arc-en-ciel, le navire est utilisé par Greenpeace dans ses campagnes entre 1978 et 1985, contre la chasse aux baleines, aux phoques ou encore le déversement en mer de déchets radioactifs. En 1985, alors que le Rainbow Warrior est parti protester contre les essais nucléaires français dans le Pacifique, il est coulé dans le port d'Auckland en Nouvelle-Zélande par les services secrets français à la demande du ministre de la Défense de l'époque, Charles Hernu. Le Rainbow Warrior fait naufrage, engendrant le décès du photographe d'origine portugaise Fernando Pereira.
En 1989, l'organisation installe son siège à Amsterdam (Pays-Bas), d'où sont définies et coordonnées les campagnes de l'ONG.

### Années 1990

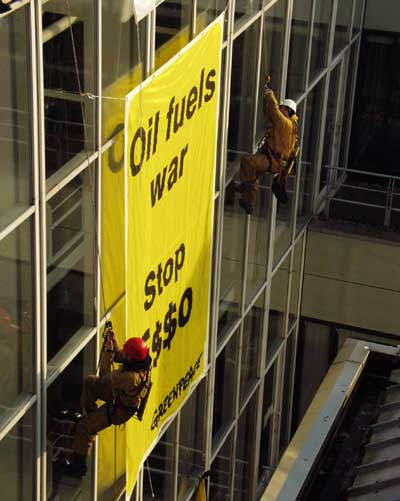
Actions régulières contre les groupes pétroliers (ici au siège britannique d'Esso en 2003)

1995 est une date importante pour Greenpeace qui réussit à annuler la décision d’un géant pétrolier. En effet, cette année-là, des militants occupent la plate-forme pétrolière Brent Spar dans l'Atlantique Nord-Est car l’entreprise Shell souhaite immerger la structure qui contient des restes de pétrole et autres produits chimiques. Les médias couvrent la manifestation. Des appels au boycott des stations-service appartenant à Shell sont lancés dans de nombreux pays européens. La pression de l'opinion publique conduit Shell à revenir sur sa décision initiale et la société accepte de démanteler l’installation pétrolière sur terre. La campagne de Greenpeace influencera l'adoption en 1998 d'un règlement administré par la Convention Oslo-Paris (OSPAR) qui interdit définitivement l'immersion en mer des plates-formes pétrolières.
1997 est également une date clé pour les militants car après la campagne menée depuis 1988 par Greenpeace et d'autres organisations en faveur d'une action urgente pour protéger le climat, les ministres des pays industrialisés adoptent le protocole de Kyoto, acceptant de fixer des objectifs juridiquement contraignants de réduction des gaz à effet de serre.
Greenpeace continue également ses combats pour la sortie du nucléaire, civil ou militaire, ainsi que sa lutte contre la pollution chimique. L’organisation lance tout au long des années 1990 diverses actions en ce sens. Par exemple, en 1991, alors que la centrale nucléaire de Cattenom en Moselle met en service son dernier réacteur, Greenpeace survole le site avec un dirigeable pour exprimer son désaccord. En 1993, des activistes bloquent plusieurs jours l’accès à l'usine de chlore Elf-Atochem (aujourd'hui Arkema) située à Fos-sur-Mer afin de lutter contre la production de chlore. En 1998, une montgolfière envoyée par Greenpeace proteste contre les essais nucléaires de l'Inde et du Pakistan en survolant le Taj Mahal avec le slogan : « Le désarmement nucléaire, maintenant ! ».
L’organisation intensifie aussi de plus en plus son combat contre la déforestation. Par exemple, en 1998, Greenpeace se rend en Équateur afin d'étudier l'impact social, économique et environnemental de l'abattage des forêts de mangroves pour l'élevage de crevettes.

### Années 2000

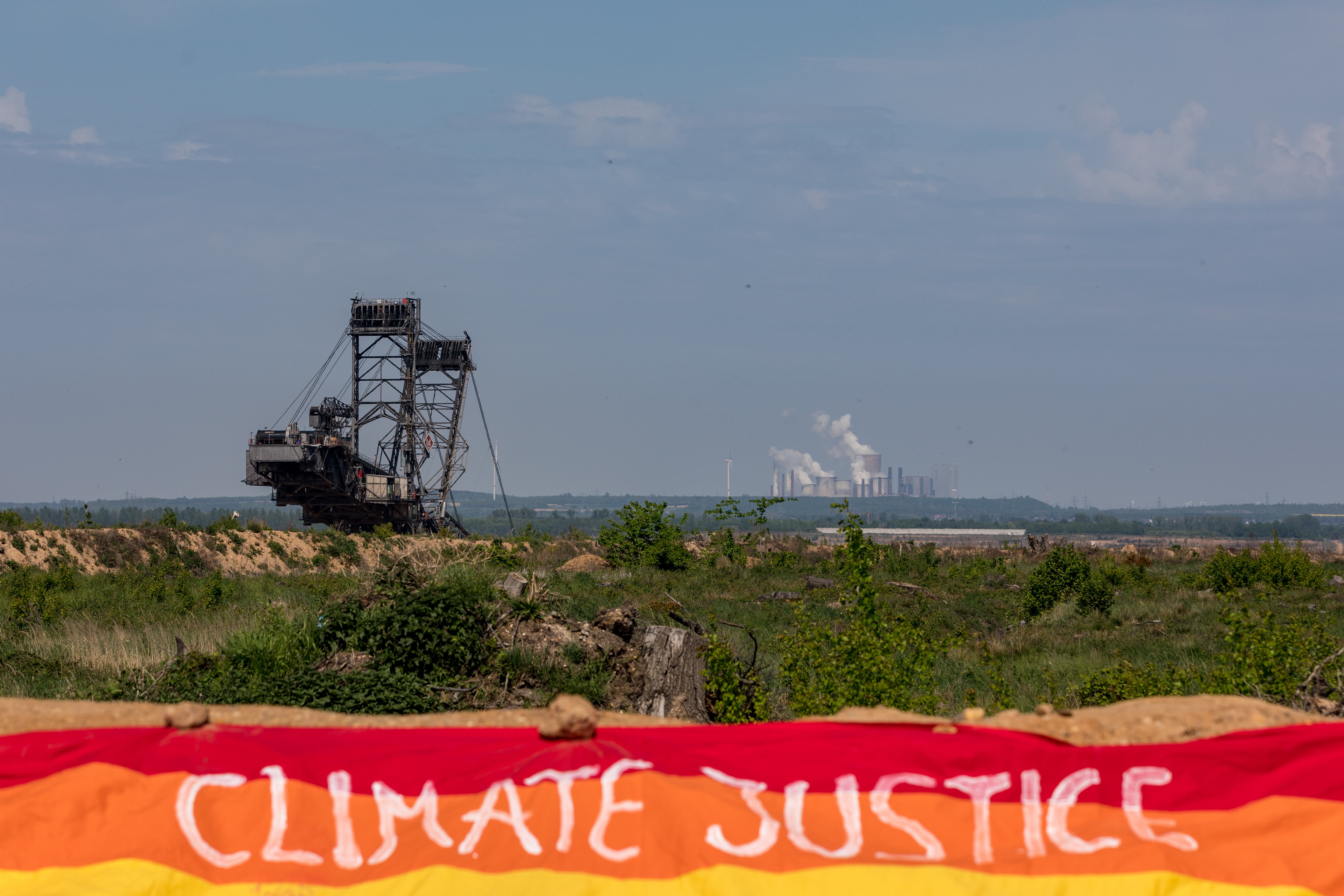
Manifestations régulières contre les mines de charbon allemandes (ici en 2018)

Les années 2000 sont symbolisées par les images de la statue du Christ Rédempteur habillée à deux reprises d’une banderole Greenpeace en faveur de la protection de l’environnement. En 2002, les militants se rendent en effet à Rio de Janeiro au Brésil pour protester contre les résultats du Sommet mondial sur le développement durable qui vient de se terminer à Johannesburg. Ils suspendent sur le monument emblématique de la ville une immense banderole avec le message suivant : « Rio plus 10, une seconde chance ? » en référence au Sommet de la Terre qui a eu lieu dans la ville en 1992. Les militants souhaitent ainsi signifier aux dirigeants mondiaux qui ont assisté au Sommet mondial sur le développement durable qu’ils ont manqué l'occasion de mettre fin à la pollution et à la pauvreté mondiales. Les activistes réitèrent en 2006 avec la légende « L'avenir de la planète est entre vos mains », afin d’inciter les gouvernements à agir pour la protection de la biodiversité.
Au cours de ces années, l’organisation réalise également de nombreuses actions contre la déforestation. Par exemple, en 2002, au large de Sète dans le sud de la France, des militants interceptent un bateau avec à son bord une cargaison de bois en provenance du Liberia. Leur but : dénoncer les importations de bois exotiques dans un objectif industriel. Après une action militante puis de nombreux échanges avec le groupe Lapeyre, Greenpeace obtient également de l’entreprise l’adoption de la norme FSC pour l'ensemble de ses importations de bois tropicaux. En 2002 toujours, à la suite de dix années de campagne en Amazonie, l'exploitation de l'acajou est inscrit à la Cites (convention internationale sur la protection de la faune et de la flore), ce qui permettra d'assurer la survie de cet arbre, son commerce étant limité et mieux contrôlé. Enfin, l’organisation continue ses actions pour protéger les forêts primaires dans la province canadienne de Colombie-Britannique.
Greenpeace mène aussi d’autres actions pour protéger l’environnement. Par exemple, à la fin de la décennie, elle obtient de l'entreprise Apple le retrait de la plupart des substances toxiques contenues dans certains de ses ordinateurs. En 2007, elle livre plusieurs tonnes de maïs transgénique devant le siège de Nicolas Sarkozy alors candidat à l’élection présidentielle afin de l’inciter à se positionner contre la culture des OGM. En 2008, des militants bloquent la mine à ciel ouvert de Jänschwalde en Allemagne afin de protester contre les importantes émissions de dioxyde de carbone liées à l’utilisation du charbon. En 2009, Greenpeace s'introduit dans l'enceinte de l'Assemblée nationale pour peser sur les débats des députés français à quelques jours du lancement du sommet de Copenhague relatif au dérèglement climatique.

### Années 2010

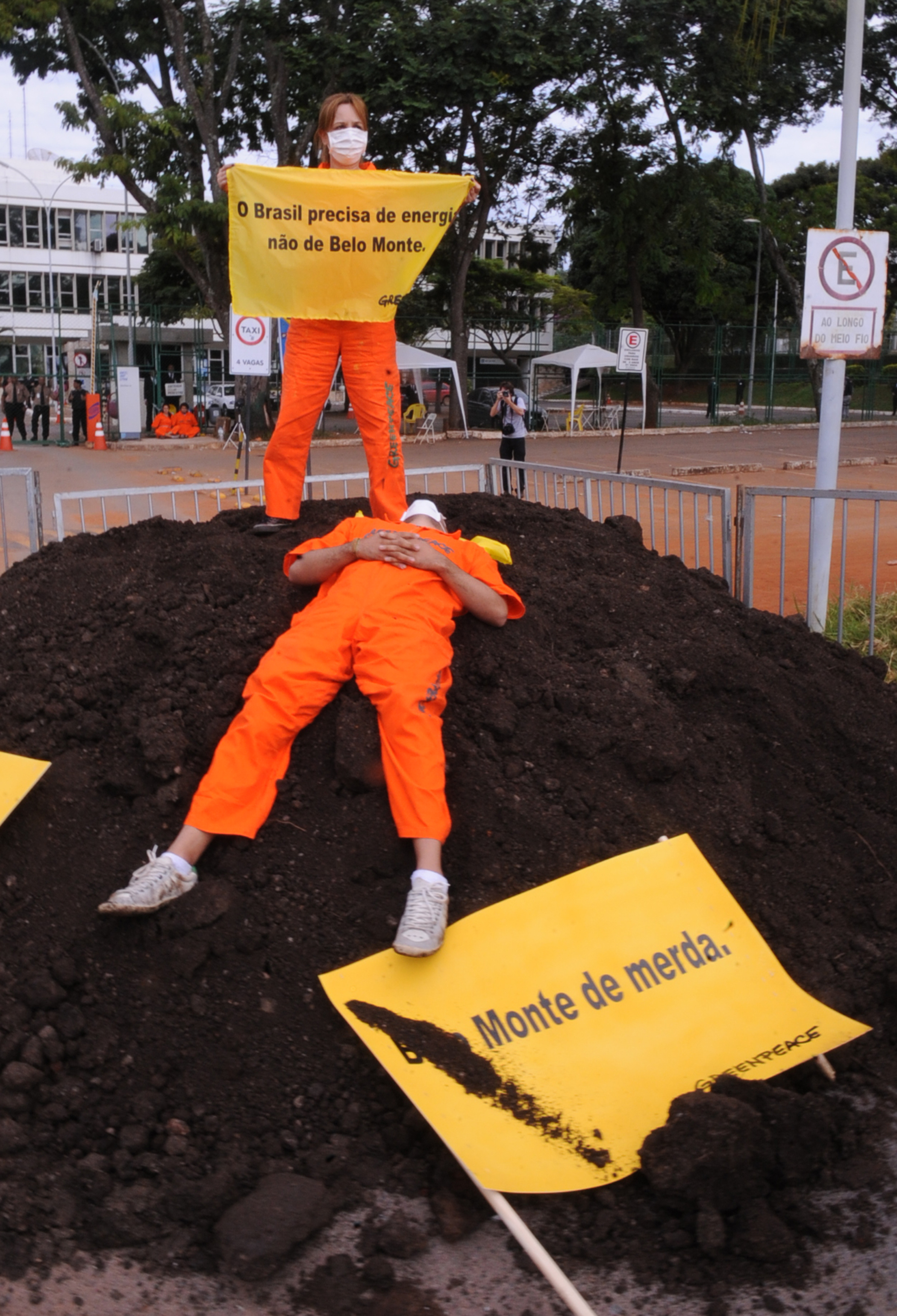
Action de protestation en 2010 dénonçant les conséquences du Barrage de Belo Monte.

Durant cette décennie, Greenpeace remporte de nombreuses batailles, menées pour certaines depuis de longues années. Par exemple, en 2010, le groupe suisse Nestlé rompt son partenariat avec l'entreprise Smart, auprès de laquelle il s'approvisionnait en huile de palme. L'entreprise cède aux exigences d'une campagne mondiale contre sa marque Kit Kat menée par les militants de Greenpeace et dénonçant la destruction des forêts tropicales indonésiennes. En 2010 encore, des militants s'enchaînent à une voie ferrée afin de dénoncer l’exportation de déchets nucléaires français vers la Russie. Après 25 ans de combat, Greenpeace se félicite de la décision d’Areva (aujourd'hui Orano) qui met finalement un terme à cette pratique. En 2015, Shell renonce à ses projets de forage en Arctique après un combat marqué notamment, en 2013, par le Grand Prix de Formule 1 situé en Belgique. En effet, des militants y déploient plusieurs banderoles, avant le départ de la course, puis lors de la remise des prix, pour dénoncer les activités de Shell, partenaire de l'écurie Ferrari et sponsor de ce Grand Prix belge. En 2016 encore, 85 % de la forêt du Grand Ours au Canada sont enfin sanctuarisés, après une bataille d’une vingtaine d’années.
En revanche, d’autres combats sont perdus, comme la construction du barrage de Belo Monte en Amazonie. Malgré de nombreuses actions pour dénoncer les conséquences écologiques et sociales du projet, comme le déversement en 2010 de trois tonnes de fumier devant l'Agence nationale d'énergie électrique (ANEEL) à Brasilia, le barrage est inauguré en 2019.
D’autres événements marquants jalonnent les années 2010, comme la conférence de 2013 sur le changement climatique à Varsovie que Greenpeace, mais aussi d’autres organisations telles que WWF, décide de boycotter, au motif que celle-ci ne « débouche sur rien ». En 2014, Greenpeace profite d’un vide juridique pour fonder un nouveau pays, la République glaciaire, composé de 23 000 km² de glaciers près de Santiago au Chili. L’organisation explique que l'appropriation des glaciers est possible car la constitution chilienne ne les mentionne pas comme bien public devant être protégé. Le but des militants est d’alerter sur la nécessité d’une loi qui garantit la protection des glaciers, qui permette de prendre soin de ces réserves d'eau stratégiques pour le pays et évite toute menace qui les affecte.
L’organisation continue aussi ses actions pour la préservation des océans comme en 2014 contre l'entreprise Petit Navire. Des militants de Greenpeace se rassemblent devant le siège avec une imitation d’une boîte de thon portant l'inscription « Requin, Raie, Tortue, Bébé Thon : Petit Navire, le bon goût du carnage » ainsi que des banderoles expliquant que l’entreprise capture inutilement chaque année 2000 tonnes d’espèces. Greenpeace reproche ainsi à Petit navire de s’approvisionner auprès de fournisseurs dont les pratiques de pêche ne sont pas durables.
Enfin, Greenpeace est aussi présente sur d’autres fronts, comme la crise migratoire et la politique. Par exemple, en 2016, des militants se réunissent sur l’île de Lesbos en Grèce en formant un signe de paix à l’aide de 3 000 gilets de sauvetages pour dénoncer le sort des migrants. Dans l'entre-deux-tours de l'élection présidentielle française de 2017 qui oppose Marine Le Pen et Emmanuel Macron, Greenpeace appelle implicitement dans une tribune avec soixante autres associations à faire barrage à la candidate du Rassemblement National.

### Années 2020

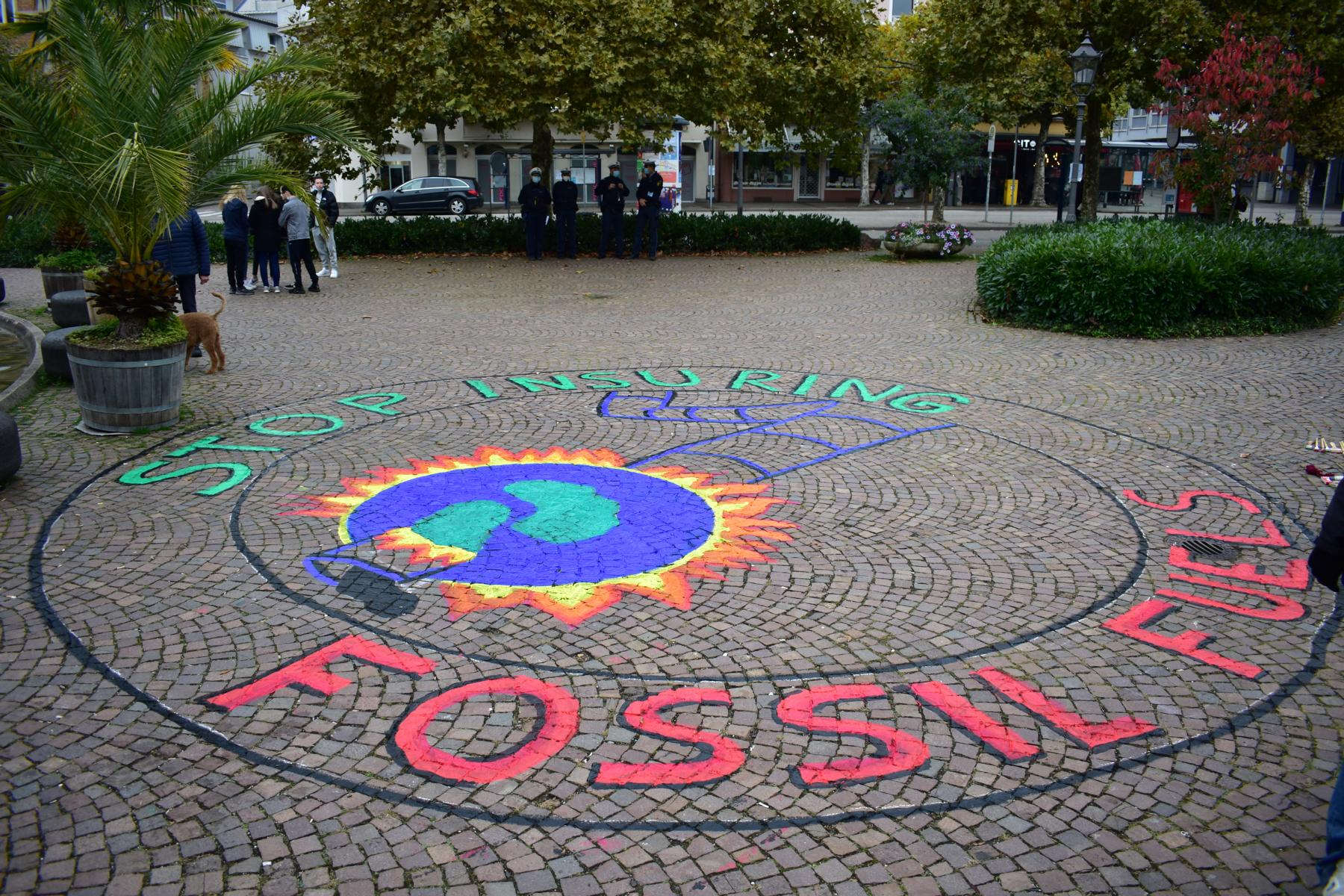
Manifestations régulières pour la préservation de l'environnement (ici en 2021)

Le combat contre l’inaction climatique s’intensifie.
Par exemple, en 2020, des militants escaladent la grue de rénovation de Notre-Dame de Paris afin d’appeler le président de la République à agir dans la lutte contre le réchauffement climatique. Ils y installent en effet une banderole sur laquelle il est noté : « Climat : aux actes ! ». En 2021, avant le match France-Allemagne de l’Euro 2020, un activiste s’introduit dans le stade à l’aide d’un paramoteur portant le message « Kick out oil » (« Dehors le pétrole »). La même année, des militants s’introduisent dans l'aéroport Charles de Gaulle en escaladant une clôture au bord du tarmac. Leur objectif : peindre en vert un Boeing 777 d'Air France afin d’inciter le gouvernement français à limiter le trafic aérien et lutter ainsi contre le réchauffement climatique.
En 2021, Greenpeace critique également la pratique de la compensation carbone, l'une des stratégies mises en place par les entreprises pour compenser leurs impacts sur l'environnement et atténuer le changement climatique. Son directeur exécutif, dans un éditorial publié par illuminem.com [archive] avant la 26e Conférence des Nations Unies sur les changements climatiques, qualifie la pratique de « mensonge dangereux sur le climat », d'« hypocrisie » et de « fumée dont profitent les pires pollueurs ». L'organisation propose des sanctions directes et des limites d'émission strictes pour les entreprises polluantes, plutôt que des incitations financières pour compenser les émissions de carbone.

## Organisation

### Instances dirigeantes
Greenpeace est composée de Greenpeace International basé à Amsterdam et de 28 bureaux régionaux opérant dans 55 pays différents.
Le conseil d'administration de Greenpeace International se compose généralement de sept membres, élus pour une période de trois ans par le conseil lors de l’assemblée générale annuelle. Il est le garant de l'intégrité de l'organisation et veille au respect des normes de bonne gouvernance et de gestion financière internationalement reconnues. Il approuve le budget et les comptes audités de Greenpeace International. Il nomme et supervise les directeurs exécutifs de Greenpeace International. Il est responsable des décisions stratégiques relatives aux campagnes de grande envergure, à la politique organisationnelle et à la planification du programme mondial. L'actuelle présidente du conseil d'administration est Ayesha Imam.
Le directeur exécutif de Greenpeace International est responsable de la gestion de Greenpeace International. Il dirige une équipe de stratégie et de gestion et a différents rôles comme : faciliter la mise en place du programme de campagne mondiale à long terme ; coordonner les campagnes menées par les bureaux régionaux afin de s'assurer qu'elles sont cohérentes et contribuent au programme de campagne mondiale ; exploiter la flotte de Greenpeace ; suivre les performances stratégiques et financières des bureaux régionaux ; développer les présences de Greenpeace dans de nouvelles régions prioritaires ; assurer la collecte de fonds, les ressources humaines, la formation, le soutien scientifique et juridique à l'attention des bureaux régionaux. Au début des années 2020, Greenpeace International emploie environ 260 personnes, plus les équipages des navires. L'actuelle directrice par intérim de Greenpeace International est Norma Torres.
Les bureaux régionaux présents dans le monde entier sont responsables de la mise en œuvre et de l'exécution des campagnes qui relèvent du programme de campagne mondiale à long terme. Chaque bureau se compose d'une ou plusieurs entités juridiques distinctes et a son propre conseil d'administration dans un rôle de surveillance. Ces conseils sont généralement élus par des membres votants composés de bénévoles et d'activistes fermement ancrés dans les communautés environnementales locales.
En 2000, Greenpeace International emploie 1 400 employés. 20 ans plus tard, l’organisation compte 2 500 salariés dans le monde entier.

### Adhérents et bénévoles

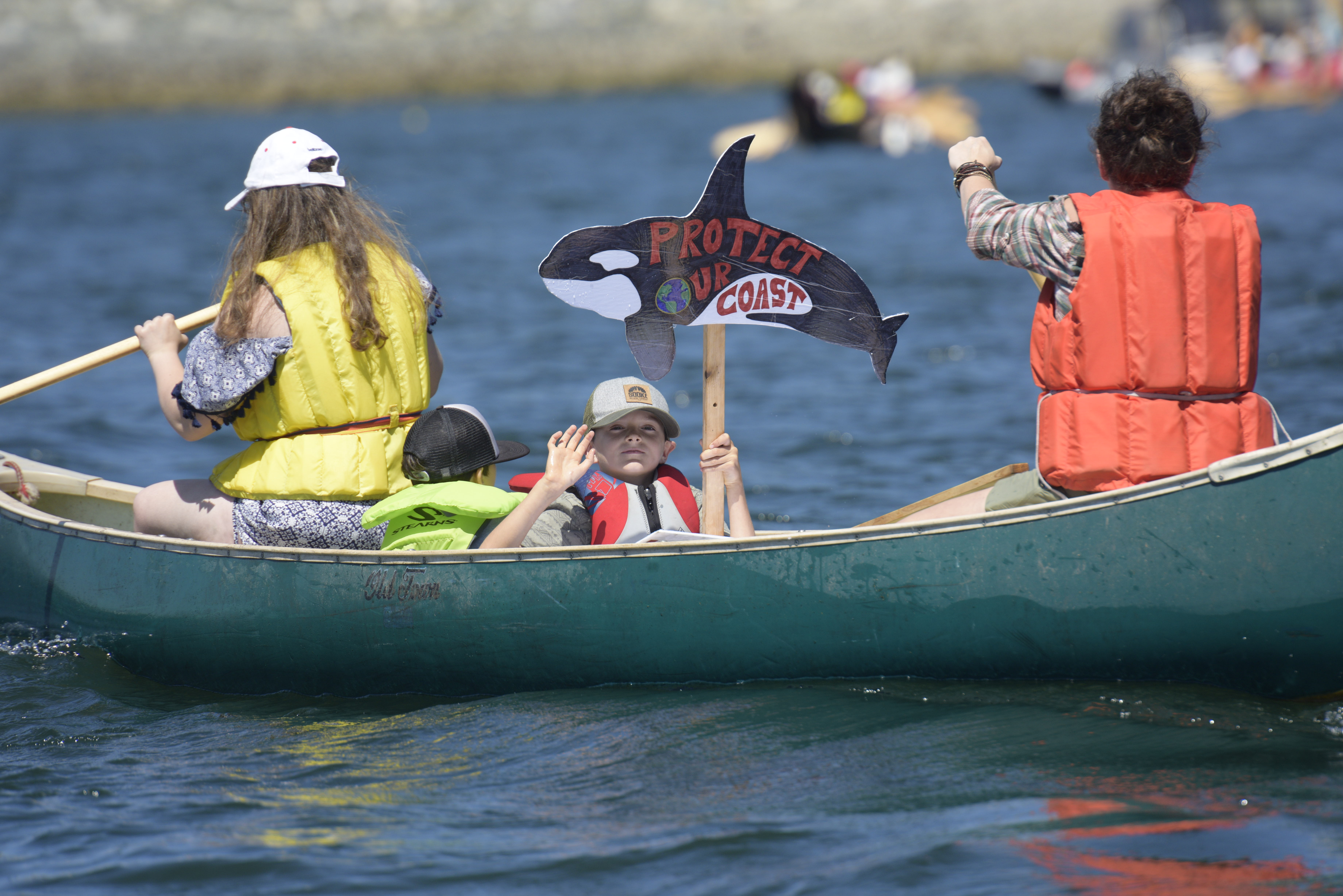
Des enfants militant pour Greenpeace (2018)

Au début des années 2020, l’organisation compte 3 millions d’adhérents, dont 230 000 en France. Greenpeace n’accepte aucun don d’entreprise ni aucune subvention publique. Les adhérents garantissent donc l’indépendance financière de l’organisation grâce à leur(s) don(s).
Parmi ces adhérents, Greenpeace International compte, dans les années 2000, 10 000 volontaires. 20 ans plus tard, l’organisation en dénombre 36 000. Ces volontaires sont des bénévoles qui participent à la vie de l’association, au siège, dans les groupes locaux, sur internet ou sur le terrain. Ils peuvent également prendre part aux campagnes, qu’elles soient informatives ou dissuasives. Les militants peuvent ainsi s’ils le souhaitent devenir activistes, c’est-à-dire participer aux actions non violentes,.

### Financement
Au début des années 2000, le financement de Greenpeace International (150 millions d'euros) est assuré par 2,8 millions de membres donateurs. Ses recettes proviennent exclusivement des dons de ses adhérents (notamment à travers des campagnes dites de street fundraising (en)). À la même époque, le WWF, autre organisation non gouvernementale internationale vouée à la protection de l'environnement, compte près de cinq millions de membres, mais son budget est quatre fois moindre.
À la fin des années 2010, le budget de Greenpeace est d’environ 340 millions d’euros. En 2020, le budget de l’organisation repose toujours uniquement sur la générosité des adhérents, pour un montant de 410 millions d'euros. Par exemple, la branche allemande, l'une des plus actives et des plus importantes, compte, en 2014, 120 membres salariés à plein temps et dispose d’une part importante du budget de l'organisation (55 millions d’euros). La branche française est elle aussi active, avec, en 2020, 150 salariés au siège parisien et 27,3 millions d’euros de ressources. 18 % de ce montant revient à Greenpeace International dans l’objectif d’aider les bureaux les plus instables sur le plan financier. La section suisse de Greenpeace, fondée en 1984, revendique de son côté 145 000 donateurs. Elle compte 70 collaborateurs et possède un budget de près de 23 millions d'euros en 2018. La Grande-Bretagne et les États-Unis font aussi partie des bureaux régionaux les plus importants en matière de budget.
En 2014, Greenpeace perd 3,8 millions d'euros sur le marché des taux de change[pourquoi ?].

## Présence internationale

### Greenpeace International
Le siège international de Greenpeace est situé aux Pays-Bas. Cependant, l'organisation est présente dans plus de 55 pays. Ainsi, Greenpeace possède 28 bureaux dans le monde entier : en Europe, en Amérique du Sud et du Nord, en Asie et dans le Pacifique. Au début des années 2020, elle emploie 2 500 salariés aux quatre coins de la planète. Elle compte également 3 millions d’adhérents et 36 000 bénévoles.

### Greenpeace Europe
Greenpeace International dispose d'un réseau d'organisations nationales (une seule par pays) dont certaines fondées avant la création du regroupement international. L'unité européenne, Greenpeace European Unit, est fondée en 1989, la même année que la création du bureau européen des politiques publiques de WWF. Cette unité est étroitement reliée à Greenpeace international (unité politique et scientifique), qui au lancement a délocalisé une partie de son équipe de lobbyistes à Bruxelles.
Depuis 1991, le bureau européen de Greenpeace est membre d'une coalition avec neuf autres ONG, nommée le Green 10 ou G 10, pour représenter les intérêts environnementaux et peser sur le processus européen de décision,.
La dotation financière du bureau relève de Greenpeace international. Cette dotation a une influence directe sur les effectifs des salariés du bureau à Bruxelles : ils étaient 10 au départ, pour descendre à deux fin 2002 et remonter à 10 l'année suivante.
Au-delà de l'Union européenne au sens strict, son champ d'action recouvre l'ensemble des pays scandinaves ainsi que la Turquie.

### Greenpeace France

#### Historique
Greenpeace France est une association loi de 1901. Elle est issue de la fondation en 1977 d'un bureau français de Greenpeace. En 1987, après la polémique consécutive à la destruction du Rainbow Warrior par les services secrets français en 1985, elle doit fermer ses portes, qu’elle rouvre finalement deux ans plus tard en 1989.

#### Financement
Greenpeace France indique que le nombre de ses donateurs privés est passé de 23 000 en 1998 à 140 000 en 2011, 180 000 en 2016 et 220 000 en 2018. En 2020, elle compte près de 230 000 adhérents, pour un budget annuel de presque 28 millions d'euros. Ses ressources proviennent intégralement et exclusivement des donateurs privés. Elle ne perçoit donc aucune subvention ni de l'État, ni d'entreprise.
La branche française a une taille importante, avec 150 salariés en 2020, établis dans le siège parisien du dixième arrondissement, rue d’Enghien. Dans les années 2010, le nombre d’employés est deux fois moins important, les besoins liés au numérique étant encore limités.
Greenpeace France travaille en totale autonomie. Elle collabore toutefois avec le siège international de Greenpeace, dans un but notamment d’harmonisation des campagnes mondiales. En outre, près de 18 % de son budget annuel est prélevé par Greenpeace International qui le reverse ensuite aux bureaux qui ont des besoins financiers.
Un rapport de la Cour des comptes de 2012 consacré à l'emploi des fonds collectés par l'association Greenpeace France précise les informations suivantes : « Le mouvement Greenpeace revendique le fait de n’être financé que par des personnes physiques et refuse toute subvention provenant de personnes publiques ou d’entreprises : la Cour a, en effet, constaté, lors de son enquête, que cette règle de principe est respectée par Greenpeace France. » Les dépenses sont donc jugées conformes par la Cour des comptes qui relève néanmoins deux axes d'évolution. Elle rapporte que si presque 35 % des fonds collectés sont consacrés à la recherche de fonds, 50 % seulement sont consacrés aux actions sociales, ce qui pourrait être plus important selon la Cour des comptes. Le rapport indique également que 20 % des fonds collectés sont reversés à Greenpeace international, sans imputation des fonds versés, ce qui ne permet pas un contrôle par la Cour des comptes.
Pour le deuxième semestre de l'année 2017, Greenpeace France déclare à la Haute Autorité pour la transparence de la vie publique exercer des actions de représentation d'intérêts pour un montant compris entre 700 000 et 800 000 euros et avoir employé dix personnes dans ce cadre. Pour l'année 2021, Greenpeace France déclare exercer des actions de représentation d'intérêts pour un montant compris entre 25 000 et 50 000 euros et avoir employé seulement une personne dans ce cadre .

#### Présidence et direction
Jean Chesneaux, militant politique communiste puis maoïste, fut président de Greenpeace France de 1997 à 2004 ; Katia Kanas prend ensuite la présidence. En novembre 2008, Robert Lion a succédé à Katia Kanas à la présidence de l'association. Il quitte ses fonctions un an plus tard pour rejoindre Europe Écologie. Greenpeace France est présidée par Céline Rodriguez, puis par Sylvain Breuzard depuis début 2012.
Le poste de directeur général est occupé par Pascal Husting de 2005 à 2011, puis par Jean-François Julliard depuis le 1er février 2012.
| Année       | Nom                    |
| ----------- | ---------------------- |
| 1997-2003   | Bruno Rebelle          |
| 2003-2004   | Michèle Rivasi         |
| 2005-2011   | Pascal Husting         |
| Depuis 2012 | Jean-Francois Julliard |

#### Groupes locaux
Greenpeace est présent dans les grandes villes françaises à travers près de trente groupes locaux. Leur objectif est d'informer et sensibiliser les citoyens au niveau local en relayant les campagnes nationales et internationales de l'ONG,.

#### Actions
Actions organisées en France
Greenpeace réalise de nombreuses actions sur le territoire français depuis sa création, contre la pollution chimique et le réchauffement climatique, ou encore pour la préservation des mers, l'abandon de la culture des OGM et la protection des forêts (voir Historique).
Actions relatives aux centrales nucléaires françaises
Greenpeace lutte activement pour la sortie du nucléaire civil. Elle organise régulièrement des intrusions médiatisées dans des centrales nucléaires françaises, en particulier à partir des années 2000, par exemple :
- le 4 décembre 2003, 45 militants s'introduisent dans la centrale nucléaire de Penly[72] ;
- le 27 mars 2007, 12 militants s'introduisent dans la centrale nucléaire de Belleville pour escalader une tour aéroréfrigérante[73] ;
- le 19 octobre 2007, 8 militants s'introduisent dans la centrale nucléaire de Dampierre pour escalader une tour aéroréfrigérante[74] ;
- le 5 décembre 2011, de nombreux militants tentent sans succès de s'introduire dans la centrale nucléaire du Blayais et dans le centre de Cadarache, mais parviennent à pénétrer les centrales nucléaires de Nogent et de Cruas[75] ;
- le 2 mai 2012, un militant survole la centrale nucléaire du Bugey en parapente à moteur, place un fumigène sur l'un des toits de la centrale et atterrit à l'intérieur du périmètre de sécurité[76] ;
- le 15 juillet 2013, 29 militants de différentes nationalités (française, russe, espagnole, roumaine, belge, italienne, portugaise, suisse et allemande) s'introduisent dans la centrale nucléaire du Tricastin pour y déployer des banderoles dénonçant le manque de sécurité dans la production d'énergie nucléaire[77] ;
- le 12 octobre 2017, plusieurs militants pénètrent à l'intérieur de l'enceinte de la centrale nucléaire de Cattenom pour allumer un feu d'artifice et dénoncer ainsi un manque de sécurité[78] ;
- le 28 novembre 2017, 22 militants s'introduisent dans la centrale nucléaire de Cruas pour dénoncer une nouvelle fois des failles dans la sécurité[79] ;
- le 3 juillet 2018, des militants envoient un drone à l'effigie de Superman s'écraser contre un mur du bâtiment d'entreposage de combustible usé de la centrale nucléaire de Bugey[80] ;
- le 21 février 2020, plusieurs dizaines de militants pénètrent dans la centrale nucléaire du Tricastin pour alerter sur son vieillissement et demander sa fermeture[81] ;
- le 31 mars 2022, en pleine campagne pour les élections présidentielles, une vingtaine de militants s'introduisent sur le site de l’EPR de Flamanville et réussissent à approcher le dôme du futur réacteur pour y déployer une banderole indiquant « Nucléaire : Macron irresponsable »[82].

Ces intrusions font l'objet de condamnations par la justice française de plus en plus sévères, notamment à la suite de la création des zones nucléaires à accès réglementé (ZNAR), pour lesquelles des sanctions sont applicables en cas de franchissement non autorisé.
Greenpeace milite aux côtés de l'association Stop EPR ni à Penly ni ailleurs : elles lancent conjointement à plusieurs reprises une procédure judiciaire contre la mise en service de l'EPR de Flamanville en France.

#### Partenariat avec des entreprises
Greenpeace affirme n'avoir aucun lien commercial avec des entreprises. Cependant, elle peut être amenée à soutenir certaines initiatives issues d'entreprises. Ainsi, afin de soutenir le développement des énergies renouvelables, Greenpeace France est membre fondateur et partenaire associé du fournisseur d'énergie Enercoop.

## Revendications

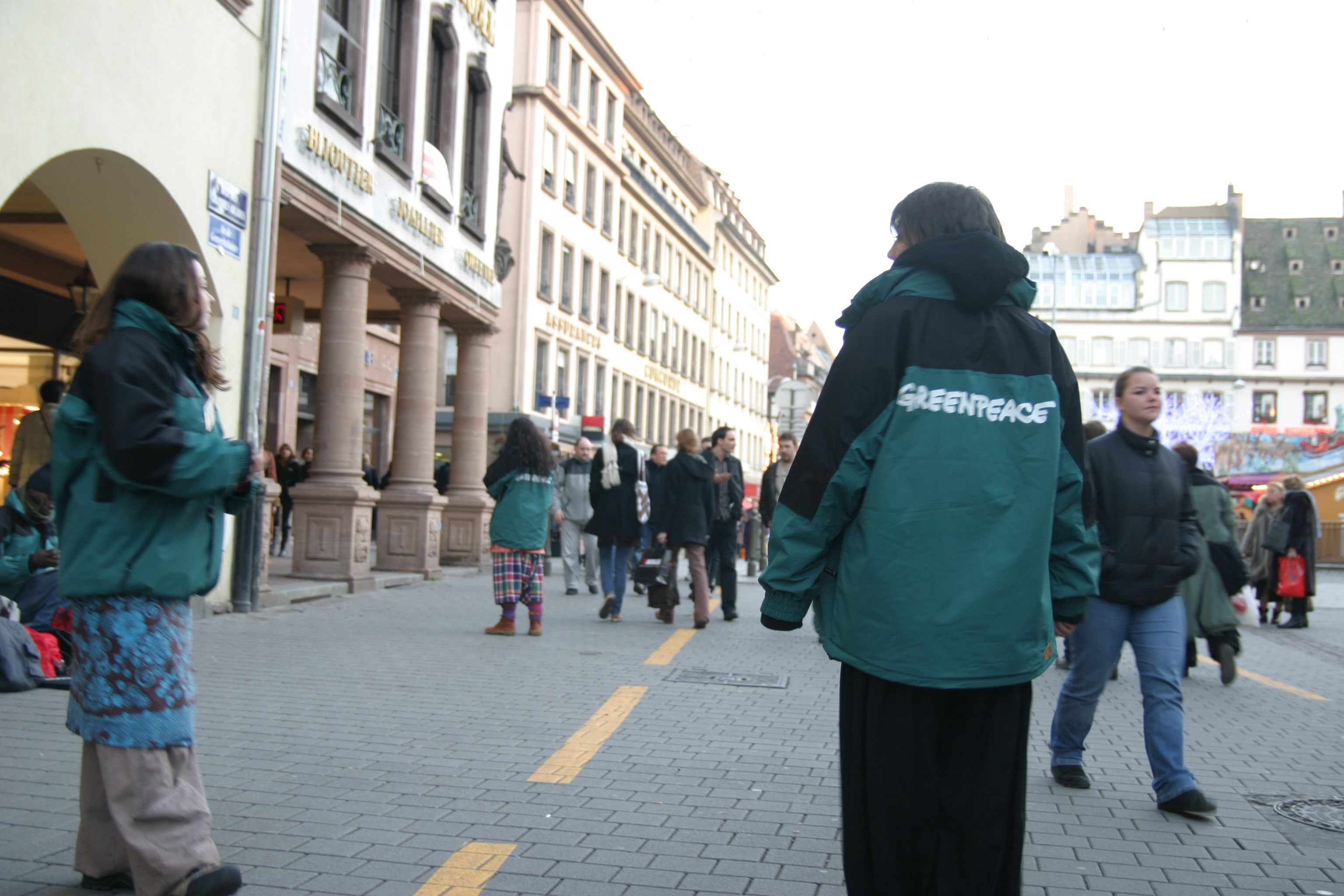
Militants de Greenpeace

Après avoir consacré ses premières années à la lutte contre les essais nucléaires et à la défense des espèces (en particulier contre l'extinction des baleines), Greenpeace milite pour de nombreuses causes comme :
- la lutte contre la pollution chimique (notamment par l'élimination des substances toxiques) [23];
- la protection des forêts anciennes et la lutte contre la destruction de l'Amazonie [28],[29];
- la lutte contre le réchauffement climatique[48];
- la préservation des mers et du milieu marin (notamment l'Arctique)[43];
- l'abandon de la culture des OGM[32];
- la sortie du nucléaire (civil et militaire)[2],[72];
- l'interdiction de l'immersion des déchets radioactifs[15];
- la promotion d'un modèle de développement durable[44].

Greenpeace réalise de nombreuses actions non violentes aux quatre coins de la planète pour défendre ces causes (voir Historique).

## Méthodes
La méthode de Greenpeace repose en partie sur des actions directes, parfois très médiatisées, qui ont fait sa renommée. S'appuyant sur les retombées de ces actions pour informer les médias et le public, l'organisation agit aussi en tant que lobby auprès des autorités politiques et des dirigeants d'entreprises afin de promouvoir les changements appropriés. L'organisation s'est également spécialisée dans l'expertise écologique.
Greenpeace utilise plusieurs méthodes, afin de mener à bien ses campagnes. Il est possible de déconstruire la façon dont elle les conçoit en quatre étapes.

### Première étape
Premièrement, elle procède à une « cueillette d'infos » pour se procurer des informations sur une cause, étudier le marché qu'elle veut attaquer, faire de la recherche et écouter ce que les communautés ont à lui dire. Parfois, les témoignages des différentes communautés peuvent être à l'origine d'une campagne. Par exemple, lors de la campagne sur la forêt du Grand Ours au Canada, les communautés amérindiennes de la région sont elles-mêmes venues contacter Greenpeace, en 1994, pour lui demander de les soutenir dans la lutte contre les compagnies forestières qui pratiquent de la déforestation massive sur leur territoire traditionnel. En plus, pour mener à bien ses campagnes, Greenpeace possède de nombreux spécialistes dans plusieurs domaines tels que des environnementalistes, des chimistes, des biologistes, etc. Elle peut donc effectuer ses propres recherches et se fonder sur les informations que ses chercheurs recueillent. Par exemple, à la suite des témoignages des communautés amérindiennes, elle investit 100 000 dollars canadiens dans une étude qui durera plus de deux ans.

### Deuxième étape

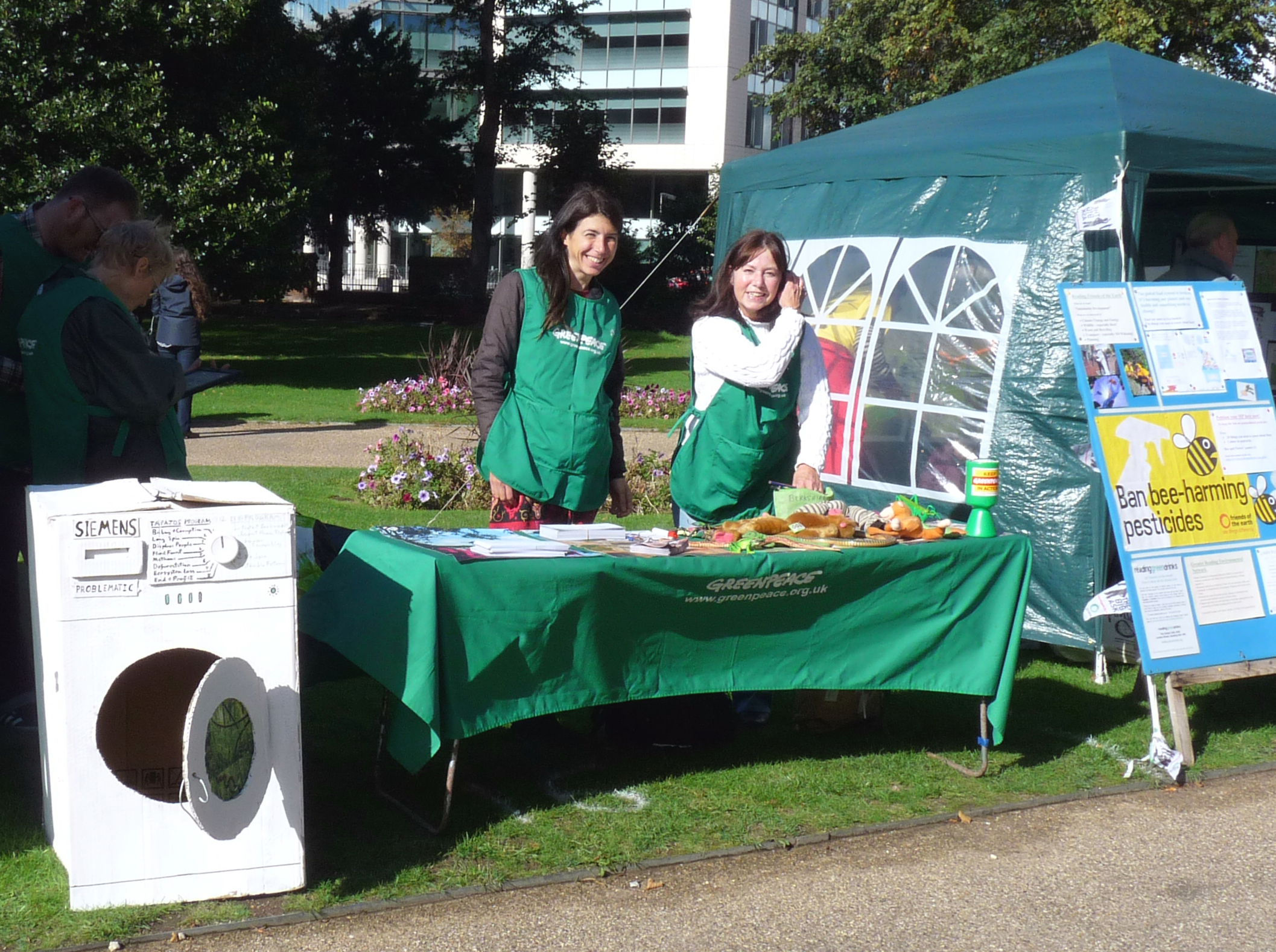
Militantes de Greenpeace

Deuxièmement, l'ONG effectue de « l'éducation et de la sensibilisation auprès des citoyens », afin de communiquer avec ceux-ci sur les problèmes et sur les revendications de Greenpeace. Afin de sensibiliser la population, elle utilise des images choquantes montrant des coupes rases des forêts et des images de la fonte de glaciers, etc. Par exemple, dans le cadre de sa campagne dans les années 1990 pour la protection de la forêt du Grand Ours et contre l'exploitation arboricole de celle-ci, Greenpeace Canada utilise des images de différentes espèces d'ours, de loups et de caribous qui seraient menacées si la forêt devait être rasée, afin de montrer que la déforestation affecte l'écosystème tout entier. Greenpeace a donc recours aux médias afin de faire prendre conscience à la population des enjeux environnementaux en montrant des images qui vont l'émouvoir.
Ainsi, Greenpeace se doit de bien manier les médias, dont la télévision, afin de diffuser ses idées. L'une des manières dont elle les diffuse est en créant des « stunts », qui peuvent être définis comme étant une action qui est préparée à l'avance et créée de toutes pièces. Par exemple, des blocages de rues vont être préparés à l'avance avec un message qui est fait pour respecter les contraintes que la télévision impose, telles que la durée d'une présentation. De plus, dans un objectif sensationnaliste plébiscité par certains médias, elle peut décider de mettre en scène un événement, comme l'organisation, en lien avec la police, d'arrestations de manifestants de l'ONG, filmées avec une durée adéquate permettant de rentrer dans le cadre télévisuel. Elle travaille aussi avec des chaines télévisées en filmant elle-même, grâce à ses propres caméras et à ses studios, toutes les actions qui se déroulent lors des manifestations. Elle les apporte ensuite à des chaines télévisées qui ne pouvaient pas être présentes à l'évènement, afin qu'elles diffusent leurs vidéos. De plus, elle utilise la télévision comme un moyen, à travers la diffusion d'images, de susciter des émotions et ainsi rallier plus de gens à sa cause. Par exemple, pour récolter des fonds pour ses campagnes, elle préfère publier des images de bébés phoques tués plutôt que de diffuser de l'information sur les dermaptères, une espèce de perce-oreilles depuis disparue de l'île de Sainte-Hélène. Ainsi, en diffusant des scénarios et ce genre d'images, Greenpeace peut augmenter le financement qu'elle reçoit de la population, notamment celle qui ne désire pas prendre part à des manifestations mais qui souhaite malgré tout participer en faisant des donations depuis son téléviseur.
Cependant, la télévision n'est pas la seule méthode que Greenpeace utilise pour ses campagnes. En effet, elle dispose d'un autobus et d'un bateau qui lui permettent d'effectuer des actions marines, telles que mesurer la radioactivité dans les eaux, en plus de servir de point d'information et de propagande. D'ailleurs, dans les pays non maritimes, c'est l'autobus de Greenpeace qui sert d'abord de moyen de propagande. Puis, en 1996, en Autriche, est créé un modèle nommé : « direct dialogue », implanté en 1998. Celui-ci se traduit par l'embauche de professionnels du marketing qui sont rémunérés sur une base fixe et avec une commission s'ils atteignent le quota d'adhérents fixé. Ces professionnels sont recrutés par Greenpeace pour leurs compétences en marketing et communication. La nouveauté de ce modèle repose sur le fait que les recruteurs se rendent dans la rue et demandent aux passants de soutenir Greenpeace au moyen de contributions monétaires qui seront prélevées du compte du donneur suivant un montant fixe. À l'époque, ce nouveau programme est synonyme d'un succès financier pour l'ONG, si bien, qu'elle décide d'abandonner tous ses autres moyens de collecte. Ainsi, si Greenpeace France compte en 1998 sept salariés, un million d'euros de ressources et 1 800 adhérents, à la fin de l'année 2004, elle possède un budget de 4,8 millions d'euros, 8 600 adhérents et 45 salariés permanents. Ce programme est créé dans le but de recruter plus d'adhérents, mais surtout de toucher davantage la jeune génération. En effet, il avait été observé que la population ciblée par les ONG en général était de 60 ans et plus. Or, Greenpeace souhaitait obtenir le soutien financier d'une autre tranche d'âge qui n'avait pas encore été sollicitée.
Dans les années 2010, l’arrivée d’Internet offre un nouveau mode de militantisme : le cybermilitantisme. Les pétitions, les vidéos et les campagnes sur les réseaux sociaux à l’aide d’hashtags, loin d’être anecdotiques, ont un impact important sur les actions de Greenpeace. Elles permettent d’informer, de mobiliser mais représentent également un moyen de pression. Par exemple, en 2014, Greenpeace publie une vidéo montrant un monde Lego se noyant dans le pétrole, sur une interprétation mélancolique du thème principal du film Lego, afin de dénoncer le partenariat de longue date de Lego avec la société pétrolière Shell. La vidéo obtient près de six millions de vues et prend de l’ampleur sur les réseaux sociaux. Une pétition circule également et atteint plus d’un million de signatures. Au bout de quelques semaines, l’entreprise Lego est contrainte de mettre fin à son partenariat datant d’une soixantaine d’années. De plus, ces nouvelles technologies de l’information modifient et amplifient les besoins en main d’œuvre et expliquent aussi la hausse du nombre d’employés au sein de l’organisation.

### Troisième étape
La troisième étape du modèle est celle où Greenpeace effectue « des revendications par la pression envers les cibles ». À l'image de la campagne contre le partenariat de Lego avec Shell, Greenpeace utilise des moyens de pression comme le boycott des produits par les clients, le lobbying ou l'attaque de l'image des cibles avec des actions directes et avec l'aide d'alliés puissants tels que des actionnaires,. En effet, si les groupes ne veulent pas changer leurs pratiques, Greenpeace s'attaquera à leur image de marque en montrant leur manque de collaboration, afin de gagner des alliés auprès des clients ou des actionnaires, qui vont eux-aussi faire pression en causant des pertes financières.

### Quatrième étape
La dernière étape représente les « négociations ». Cette étape n'a lieu que lorsque les pressions de l'ONG ont fait effet. À l'image de la campagne de Greenpeace contre le groupe Lapeyre engendrant de nombreux échanges puis l’adoption de la norme FSC pour l'ensemble de ses importations de bois tropicaux, le but de cette étape est de trouver des solutions qui vont faire consensus entre les communautés, les entreprises et les pouvoirs publics afin de protéger les écosystèmes,.

### Navires arc-en-ciel

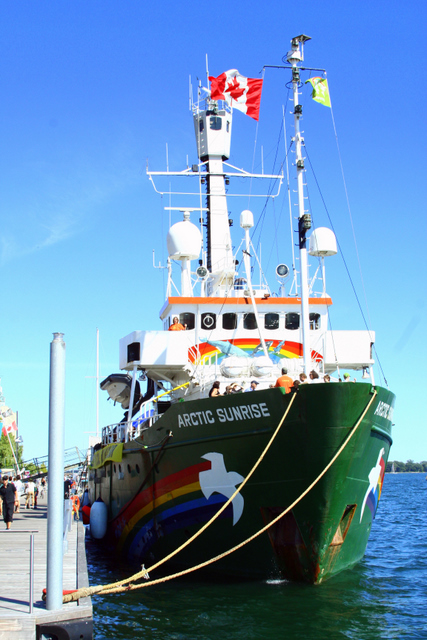
Le MV Arctic Sunrise, un navire de Greenpeace.

Greenpeace est très connue pour l'utilisation de bateaux lors de ses campagnes de protestation et d'intervention directe. Dès sa création, l'organisation utilise des navires pour réaliser des actions à travers toutes les mers du globe. S'il lui arrive d'affréter des bateaux, elle en achète également et les transforme pour mener à bien ses missions. L'un d'entre eux, le Rainbow Warrior I, devient célèbre en 1985 dans ce qui est appelé en France « l'affaire du Rainbow Warrior » ou « l'affaire Greenpeace » : les services secrets français le font couler avec deux mines magnétiques placées sous sa coque par des plongeurs de l'armée française dans le port d'Auckland alors que le bateau se prépare à une croisière de protestation contre les essais nucléaires français de Moruroa. Au cours de cet attentat organisé par le gouvernement français, le photographe Fernando Pereira est tué.
La flotte de Greenpeace comprend en 2020 trois navires :
- le Rainbow Warrior III, un voilier de 57,9 mètres de long et 680 tonnes, est inauguré le 14 octobre 2011[106] ;
- le MV Arctic Sunrise, un ancien chasseur de phoque, long de 49,62 mètres, large de 11,50 mètres, déplaçant 497 tonnes, est racheté par Greenpeace en 1995[107] ;
- le MV Esperanza, un navire de 72 mètres de long, 14 mètres de large, avec une vitesse maximale de 15 nœuds, est lancé en 2002[108],[109].

Certains bureaux régionaux ont aussi leur propre bateau, comme Greenpeace Allemagne qui possède le Beluga II, long de 34 mètres, large de 5,6 mètres, déplaçant 115 tonnes et entré en service en 2004 pour remplacer l'ancien navire le Beluga.
Les anciens navires de la flotte de Greenpeace sont les suivants :
- le Rainbow Warrior I, coulé en 1985[104];
- l'Argus[109];
- le Moby Dick[111];
- Le Beluga[110];
- le Rainbow Warrior II, cédé à une ONG du Bangladesh en 2011[112].

### Action directe non violente
L’action directe non violente est au cœur du fonctionnement de Greenpeace car elle utilise la protestation pacifique pour exiger un changement social et politique. L'organisation a d'ailleurs été fondée sur ces principes pacifiques lorsque le 15 septembre 1971 un groupe de militants embarque sur un chalutier de pêche pour protester contre les essais nucléaires américains. Ces militants sont appelés des activistes.
L'action directe non violente est centrée sur deux principes : un engagement de la part de l'activiste à manifester pacifiquement et une prise de responsabilité personnelle. Greenpeace propose une formation à tout bénévole souhaitant devenir activiste et chaque personne qui y participe doit suivre une session sur les principes fondamentaux de la manifestation pacifique. En effet, l’activiste doit être attaché aux principes de non-violence et avoir une compréhension de base de Greenpeace et de son travail. De plus, l’engagement doit être pris au sérieux par le militant car chaque action directe comporte un risque d'arrestation et donc des conséquences personnelles potentiellement importantes. Les informations juridiques et le support sont toujours disponibles afin de permettre au militant de prendre une décision. Faire partie d'une telle équipe s'accompagne également de responsabilités. Les actions directes se déroulent souvent dans des endroits difficiles ou inhabituels et la sécurité est primordiale, de sorte que ceux qui y participent doivent être lucides et fiables.
Pour chaque action, de nombreux rôles doivent être remplis et, en fonction des compétences et de l’expérience de chacun, les tâches demandées sont diverses. Elles ont chacune leur importance car rien n’est laissé au hasard. Chaque action est minutieusement préparée et expliquée, dans la plus grande discrétion. Chaque militant connaît le rôle qu’il devra jouer et peut ainsi s’y préparer, même si l’improvisation est aussi souvent de rigueur.
En 2012, il y aurait environ 1 000 à 1 500 activistes dans le monde, dont moins d’une centaine en France.

## Critiques

### Polémiques sur ses dirigeants

#### Bennett Metcalfe
Bennett Metcalfe, l'un des premiers dirigeants de Greenpeace décédé en 2003, aurait vivement critiqué l'organisation : « Quand je repense à toutes ces années, à tout ce qui s’est passé depuis que nous avons fondé cette organisation, j’ai vraiment l’impression d’avoir créé un monstre ».

#### Patrick Moore
Dans les années 2000, l'écologiste canadien Patrick Moore, l'un des membres fondateurs de Greenpeace, se prononce en faveur de l'emploi de l'énergie nucléaire après s'y être farouchement opposé,. Selon lui, elle est indispensable pour réduire l’utilisation des combustibles fossiles et l'émission des gaz à effet de serre,. Patrick Moore est depuis devenu critique de Greenpeace et climatosceptique. Il affirme en effet en 2014 : « La certitude de nombreux scientifiques que l'homme est la principale cause du changement climatique, y compris du réchauffement de la planète, n'est pas fondée sur la reproduction d'événements observables. Elle repose sur deux choses seulement, l'effet théorique des émissions de gaz à effet de serre d'origine humaine, principalement le dioxyde de carbone, et les prédictions des modèles informatiques utilisant ces calculs théoriques. Il n'y a pas de preuve scientifique du tout »[réf. nécessaire].

#### Pascal Husting
Dans son livre Qui a tué l'écologie ? paru en 2011, le journaliste Fabrice Nicolino dénonce l'évolution de Greenpeace vers une organisation capitaliste dirigée essentiellement par des professionnels et non plus par des militants. Il donne l'exemple de Pascal Husting, directeur général de Greenpeace France de 2005 à 2011, qui a longtemps travaillé dans le monde de la finance.
En juin 2014, le journal The Guardian révèle que l'ancien directeur général de Greenpeace France, Pascal Husting, prend l'avion pour faire le trajet entre son domicile au Luxembourg et son lieu de travail à Amsterdam deux fois par mois. Pourtant, l'ONG estime que la réduction des émissions de CO2, indispensable à la lutte contre le dérèglement climatique, passe par une baisse drastique des voyages en avion, notamment pour les courtes distances. L'intéressé reconnaît qu'il a fait « une erreur ».

#### Jon Burgwald
En 2016, le directeur de Greenpeace Arctique Jon Burgwald s'exhibe en fourrure de phoque et s'exprime sur ses comptes Twitter et Facebook depuis un défilé de mode organisé par l'entreprise danoise The Great Greenland Fur Tannery comme suit : « La fourrure de phoque, c'est cool ! ». Face à la polémique, Greenpeace explique que l'objet de la visite est de soutenir les communautés locales, qui se nourrissent de la chasse aux phoques traditionnelle, et réitère son opposition farouche à toute forme de commercialisation et d'industrialisation de la chasse aux phoques.

### Informations erronées

#### Catastrophe nucléaire de Tchernobyl
Greenpeace estime que le nombre total de morts liés à la catastrophe nucléaire de Tchernobyl est de 200 000. L'OMS de son côté annonce en 2005 un total de 4 000 décès, soit 50 fois moins. En 2008, l'UNSCEAR, le Comité scientifique des Nations unies pour l'étude des effets des rayonnements ionisants, ne dénombre de son côté que vingt-huit décès, dus aux irradiations aigües dans les semaines qui ont suivi la catastrophe. Le comité refuse en effet de se prononcer sur le nombre de décès à venir. L'IRSN, l'Institut de Radioprotection et de Sûreté Nucléaire français, écrit donc en 2016 que « trente ans après l'accident, il est impossible de dresser un bilan sanitaire exhaustif. Et pour cause : les résultats disponibles sont limités par la qualité des études épidémiologiques réalisées, la difficulté d'identifier précisément les populations exposées et les incertitudes associées aux estimations dosimétriques. Surtout, la réalisation de bilans sanitaires est rendue extrêmement compliquée par les changements socio-économiques majeurs survenus dans ces régions suite à la chute de l'Union soviétique ».

#### Moutons de Patagonie
Au début des années 1990, Greenpeace prétend que des bergers de Patagonie et leurs moutons perdent la vue en raison du trou de la couche d'ozone. Un reporter américain mène alors son enquête en 1992 et ne trouve qu'un seul et unique ranch avec des moutons aveugles, à cause d'une maladie parasitaire.

#### Brent Spar
Sur la base d'un prélèvement, Greenpeace affirme que près de 5 000 tonnes de pétrole demeurent encore dans les réservoirs de cette plate-forme pétrolière que le groupe Shell envisage de couler dans l'Océan Atlantique. De son côté, Shell déclare qu'il n'y a que 100 tonnes de boue huileuse à l'intérieur, dont la majeure partie est constituée de vase inerte. Greenpeace explique que les conteneurs d'échantillonnage ont pu prendre du pétrole piégé dans les tuyaux et qu'ils n'ont pas tenu compte de la longueur des tuyaux de ventilation. Elle présente donc publiquement ses excuses auprès de Shell dans un communiqué le 5 septembre 1995.

### Prises de position controversées

#### Nucléaire civil
Greenpeace est régulièrement critiquée par certains scientifiques et journalistes pour son opposition systématique au nucléaire civil.
Sur la catastrophe nucléaire de Tchernobyl par exemple, le français Jean-Marc Jancovici ne comprend pas l’opposition de certaines ONG environnementales aux conclusions de l’agence onusienne UNSCEAR, alors que ces mêmes associations défendent aussi les rapports du GIEC, un organisme également rattaché à l'ONU.
D’autre part, il est reproché à Greenpeace de surestimer les bénéfices environnementaux des énergies bas carbone, et notamment des éoliennes, qui, bien que produisant de l'énergie renouvelable, ont aussi des conséquences néfastes sur l’environnement et la biodiversité,.
En 2022, Greenpeace est accusée par des journalistes et économistes de vouloir redémarrer les centrales à charbon en Allemagne, au détriment des conséquences environnementales, dans le but de fermer la totalité des centrales nucléaires,. L’organisation rétorque qu’elle ne soutient en aucun cas les énergies fossiles mais que face aux conséquences énergétiques de l’invasion russe en Ukraine, de la dépendance au gaz russe et de la défaillance du parc nucléaire allemand, la réouverture est nécessaire tout en demeurant temporaire.

#### Ampoules fluo-compactes
En 2007, en marge de la réunion berlinoise des ministres de l’Énergie de l’Union européenne, Greenpeace écrase à l'aide d'un rouleau compresseur des milliers d'ampoules à incandescence afin de protester contre leur impact sur le réchauffement climatique. Depuis, l'utilisation de ces ampoules est interdite. Dans un documentaire, nommé Bulb fiction et sorti en 2012, Christoph Mayr s'interroge sur le combat de Greenpeace à Bruxelles contre ces ampoules, au profit des ampoules fluo-compactes. L'association est pourtant en possession d'un rapport mettant en lumière les risques liés à l'utilisation des lampes fluorescentes. En effet, elles présentent du mercure, dangereux pour la santé et l'environnement.

#### Commerce international de l'ours polaire
En 2013, les États-Unis et la Russie proposent, sans succès, de faire passer l'ours polaire comme espèce menacée en Annexe I de la CITES (Convention sur le commerce international des espèces de faune et de flore sauvages menacées d'extinction), afin d'interdire son commerce international. Greenpeace, comme WWF, refuse de soutenir la proposition, craignant que l'interdiction totale de la chasse favorise le braconnage et désavantage la population inuite déjà appauvrie.

#### Riz doré
Alors que Greenpeace s'oppose aux aliments génétiquement modifiés, plus de 100 lauréats du prix Nobel prennent position du côté des OGM. En effet, en 2016, ils signent une lettre exhortant Greenpeace à mettre fin à son opposition systématique aux OGM, et plus précisément, à cesser ses efforts pour bloquer l'introduction d'une souche de riz génétiquement modifiée : le riz doré. Selon ses partisans, cette souche pourrait réduire les carences en vitamine A à l'origine de la cécité et de la mort d'enfants dans les pays en développement.
Greenpeace, cependant, juge que le projet du riz doré n’est en rien une solution. Elle considère qu’il est plus utile de donner aux agriculteurs les moyens d'accéder à une alimentation équilibrée et nutritive et d’investir dans une agriculture écologique résiliente au climat. Elle considère également qu’aucune preuve ne permet d’assurer l’innocuité sanitaire et environnementale du riz doré.

#### Vaccin contre la Covid-19
Les partisans des techniques de génie génétique reprochent à Greenpeace sa position sur ce sujet, qui alimente selon eux le mouvement anti-vaccination (notamment contre les vaccins obtenus par génie génétique) lors de la pandémie de Covid-19. Greenpeace met en effet en garde dans une note datée de 2021 contre « l’utilisation de ce que l’on appelle les techniques d’édition génomique (ou du génome) telles que CRISPR-Cas, qui pourraient non seulement exacerber les conséquences négatives de l’agriculture intensive sur l’environnement, les animaux et les êtres humains, mais aussi transformer la nature et les populations (par le biais de notre alimentation) en laboratoire géant d’expérimentation du génie génétique, entraînant des résultats incertains et potentiellement irréversibles ».

### Conflits d'intérêt

#### Marketing communicationnel
Greenpeace se voulant être une ONG neutre, elle refuse les subventions gouvernementales, ainsi que les dons des entreprises, ce qui l'oblige à trouver des financements dans d'autres domaines. Eric Dacheux, professeur en sciences de l'information et de la communication, s'interroge sur son indépendance financière dans l'ouvrage Greenpeace : entre médias, espace public et marché, quelle logique communicationnelle ? paru en 1997. Il y écrit en effet que Greenpeace dépense 22 % de son budget en communication : elle use de ses compétences dans ce domaine pour trouver des sources de financement en créant notamment des liens avec des partenaires et des alliés, comme Ikea. Elle s'associe en outre avec un constructeur allemand afin de vendre un réfrigérateur qui serait écologique, nommé Greenfreeze. Elle possède aussi des fermes sans engrais chimiques. Elle présente enfin en 1995, dans un palace de Berlin, une voiture écologique nommée la Gringo. À cette époque, son implication dans le marché mène d'ailleurs à de la controverse à l'intérieur même de l'organisation entre ceux qui prônent les valeurs de base anti-productivistes de Greenpeace et ceux qui veulent lui rapporter plus de profits grâce au marketing communicationnel.

#### Hewlett-Packard
Selon le magazine Le Point, depuis 2007, la Fondation David-et-Lucile-Packard, créée par le cofondateur de la multinationale Hewlett-Packard (HP) avec son épouse, verse des sommes très importantes à Greenpeace chaque année. La totalité des dons s'élève à une quinzaine de millions d'euros. Or, les versements auraient commencé quelques mois après la mise en place d’une campagne virulente contre le principal concurrent d’HP, Apple, au sujet des substances dangereuses retrouvées dans ses produits. Face à cette accusation, Greenpeace rétorque que les activités de la David and Lucile Packard Foundation ne sont pas en lien avec celles de la société HP et ne servent qu’un objectif philanthropique.

#### Promotion de l'éolien
Ses prises de position en faveur de l'éolien sont souvent controversées, car l’organisation élude la question des conséquences environnementales de cette énergie renouvelable. Certains journalistes et scientifiques y voient même là un conflit d’intérêt. En effet, Greenpeace est membre fondateur et partenaire associé du fournisseur d'énergie renouvelable Enercoop, qu’elle qualifie de meilleur producteur d’électricité verte. En outre, Greenpeace est actionnaire de la coopérative Greenpeace Energy, co-fondée par Greenpeace Allemagne tout en étant indépendante. Or, Greenpeace Energy, appelée aujourd'hui Green Planet Energy, propose des offres d'énergie renouvelable à ses clients.

### Dégradations

#### Site archéologique péruvien
En décembre 2014, alors que se tient la conférence de Lima sur les changements climatiques, des activistes de Greenpeace s'introduisent illégalement sur le site archéologique de Nazca pour y déployer une banderole visant à sensibiliser à l'impact du réchauffement climatique.
Selon les autorités locales, les activistes de Greenpeace ont commis des dégradations sur le site en y entrant en simples chaussures de sport alors que des chaussures spéciales doivent être normalement utilisées pour ne pas endommager le site, très fragile. Ils ont notamment abîmé un animal gravé dans le sol il y a 2 000 ans. Le ministère de la Culture péruvien évoque un « attentat » contre le patrimoine culturel. Face au tollé, Greenpeace présente finalement ses excuses quelques jours plus tard.
Le gouvernement péruvien engage alors des poursuites judiciaires contre l'ONG. En février 2015, le Pérou fait auprès de l'Argentine une première demande d'extradition d'un des activistes impliqués pour qu'il y soit jugé. Un activiste autrichien, Wolfgang Sadik, est condamné en décembre 2017 à une peine de 3 ans et 4 mois de prison avec sursis, ainsi que 650 000 sols (environ 200 000 dollars US) d'amende.